# Lyricorum libellus
Lyricorum libellus – zbiór utworów poetyckich Jana Kochanowskiego w języku łacińskim, wydany w 1580 w Krakowie.
Utwory zawarte w tomie powstawały na przestrzeni wielu lat, jednak raczej w późniejszym okresie twórczości (np. Ad Henricum Valesium…, In conventu Stesicensi, De expugnatione Polottei). Wiersze przygotował do druku sam autor. W pośmiertnych wznowieniach tomu wydawcy dołączyli do niego inne utwory Kochanowskiego (m.in.  w wydaniu z 1612 wiersz Gallo crocitanti A’MOIBE’, złośliwie odnoszący się do ucieczki Henryka Walezego z Polski).